# Game Developers Conference
Game Developers Conference（GDC、ゲーム開発者会議の意）は、毎年開催している世界各国のゲーム開発者を中心とした会議である。展示、様々なチュートリアル、ゲーム業界人によるプログラミング、デザイン、製品、ビジネス、法律問題、グラフィックを含むゲーム関連の話題に関するカンファレンスや討論が行われる。開催時期は通常毎年2月末から3月初めの間の何れかの頃に数日間（昨今は5日間）で開催している。

## 内容
GDC2007において内容はカテゴライズされて現在は以下の通りになっている。
- ビジネス、マーケティング及びマネジメント
- 生産管理
- ゲームデザイン
- プログラミング
- グラフィック、視覚芸術
- オーディオ
- 貨幣化（スポンサー獲得）

それぞれの分野において各デベロッパーがレクチャーやパネル、ワークショップ、ディスカッション、カンファレンスといった形式で技術の発表、提案などを行う。テクノロジー関連企業のブースも用意されている。

## 歴史
元々は、Computer Game Developers Conferenceと呼ばれ、1988年、クリス・クロフォードによって主催され、カルフォルニ州サンノゼの自宅のリビングルームが会場となった。当時の著名なコンピューターゲームの開発者を中心に20人が参加した。第2回会議は同じ年に同州のミルピタスの「ホリデーイン」ホテルで開催され約150人の開発者が参加した。その後は同州内のサンタクララ、サンノゼ、ロングビーチを渡り歩き、徐々に会議の規模を拡大していった。2005年、GDCはサンフランシスコに新築されたモスコーンセンター・ウェストに移動し、12000人以上の出席者が参加する一大イベントとなった。GDCは2006年にサンノゼに戻ったが、2007年はサンフランシスコのモスコーン・センターにおいて、5日間に渡り開催された。

## 人物
多くの人々がGame Developers Conferenceの企画に従事をしている。現在のディレクターはJamil Moledinaである。
また、松浦雅哉が、ADVISORY BOARD EMERITUS（名誉職）を勤めている。

## GDC2007
3月5日から3月9日、サンフランシスコのモスコーン・センター・ウェスト及びノースで開催された。任天堂の宮本茂が2006～2007年大ヒットとなっているWiiの誕生についての大規模なプレゼンテーションを行った。また、インディ・ゲーム・ジャム（Indie Game Jam）を主催するジョン・ブロウやクリス・ヘッカーによる、プロたちによる実験的なゲームの作成の試みも注目を集めた。

## GDC2011
SCEがNext Generation Portable（現：PlayStation Vita）技術セッションを行った。
- 球転がしゲーム技術デモ

本体を動かしたり傾けることでゲーム内の球を転がしたり出来る。背面にタッチしたところの地面が盛り上がり、球の転がりがその通りの影響を受ける。
- アンチャーテッド技術デモ

PS3のゲームをNGPに移植した技術デモ。通常の操作に加えてタッチ操作が可能になっている。古文書を指で擦って謎解きやタッチでジャンプ先を示したり出来るようになっていた。
- AR技術デモ

現実世界の物がマーカーになる（辞書登録は必要）。PS3ソフト「サルゲッチュ」のパッケージを見るとピポサルがその上で踊る、恐竜の絵を見ると、原寸大の恐竜が画面内に現れる。NGPの向きを変えるとその画面の位置に相応した部位が映る。

## GDC2012
3月5日から3月9日に開催。SCEがPlayStation Suite（現PlayStation Mobile）のカンファレンスを行った。
6月26日から6月27日に台湾台北市で初めてとなる「台北サミット」が開催された。

## GDC2013
3月25日から3月29日にサンフランシスコで開催。3月27日～29日には展覧会も行われた。
3月27日、11：00から12：00（太平洋標準時）にはSCEAが「Overview of PS4 for Developers」と題したプレゼンテーションが行われ、開発者と設計側から見たPlayStation 4の技術的な解説が行われた。

## GDC2018
3月19日から3月24日にサンフランシスコのMoscone Centerにて開催された。ただし、Moscone Centerのうち、Moscone NorthとMoscone Southが工事中のため、前年に増築したMoscone Southの一部をサブ会場として使用した。
『Brigador』の開発チームの一員である、Hugh Monahanが同作の失敗の原因を分析する「Failure Workshop」が開かれた。

## GDC 2020
当初は3月を予定していたが、COVID-19コロナウイルスの流行に伴い、実地での開催は中止となった。
その代わり、オンラインセッションが2020年8月4日から6日にかけて開かれた。

## GDC2021
2021年7月19日から7月23日に開かれた。
また、Failure Workshopが開かれた。